# Хосе Андрес
Хосе Рамон Андрес Пуерта (ісп. José Ramón Andrés Puerta; 13 липня 1969, М'єрес) — іспанський та американський шеф-кухар і ресторатор.

## Біографія

### Ранні роки
Сім'я Андреса переїхала до Каталонії, коли йому було 6 років. Він вступив до кулінарної школи в Барселоні у віці 15 років, і коли йому потрібно було проходити військову службу у віці 18 років, його призначили готувати для адмірала. Він познайомився з іспанським шеф-кухарем Ферраном Адрія в Барселоні, і він працював 3 роки в ресторані Адрія El Bulli в Розасі, з 1988 по 1990 рік. У грудні 1990 року Адрія його звільнив, і він вирішив переїхати до Сполучених Штатів.

### Кулінарна кар'єра

#### Приїзд до Сполучених Штатів
У віці 21 року Андрес прибув до Нью-Йорка, щоб готувати їжу в центрі Мангеттена в аванпості популярного іспанського ресторану Eldorado Petit. Під час свого перебування в Нью-Йорку він також ставив сервіровку в The Quilted Giraffe. У 1993 році Андрес був найнятий керівником кухні в Jaleo, новому тапас-ресторані у Вашингтоні. У наступні роки він допоміг власникам Jaleo відкрити більше ресторанів: Café Atlántico, Zaytinya та Oyamel, а також ще два аванпости Jaleo. У 2003 році Андрес заснував міні-бар — ресторанний простір у більшому ресторані –—на шестимісній стійці в Café Atlántico. Цей міні-бар згодом став окремим рестораном із стійкою на дванадцять місць. Місця звільняються щомісяця; згідно з Washington Post, їх зазвичай резервують протягом 24 годин.

#### Кухар і ресторатор

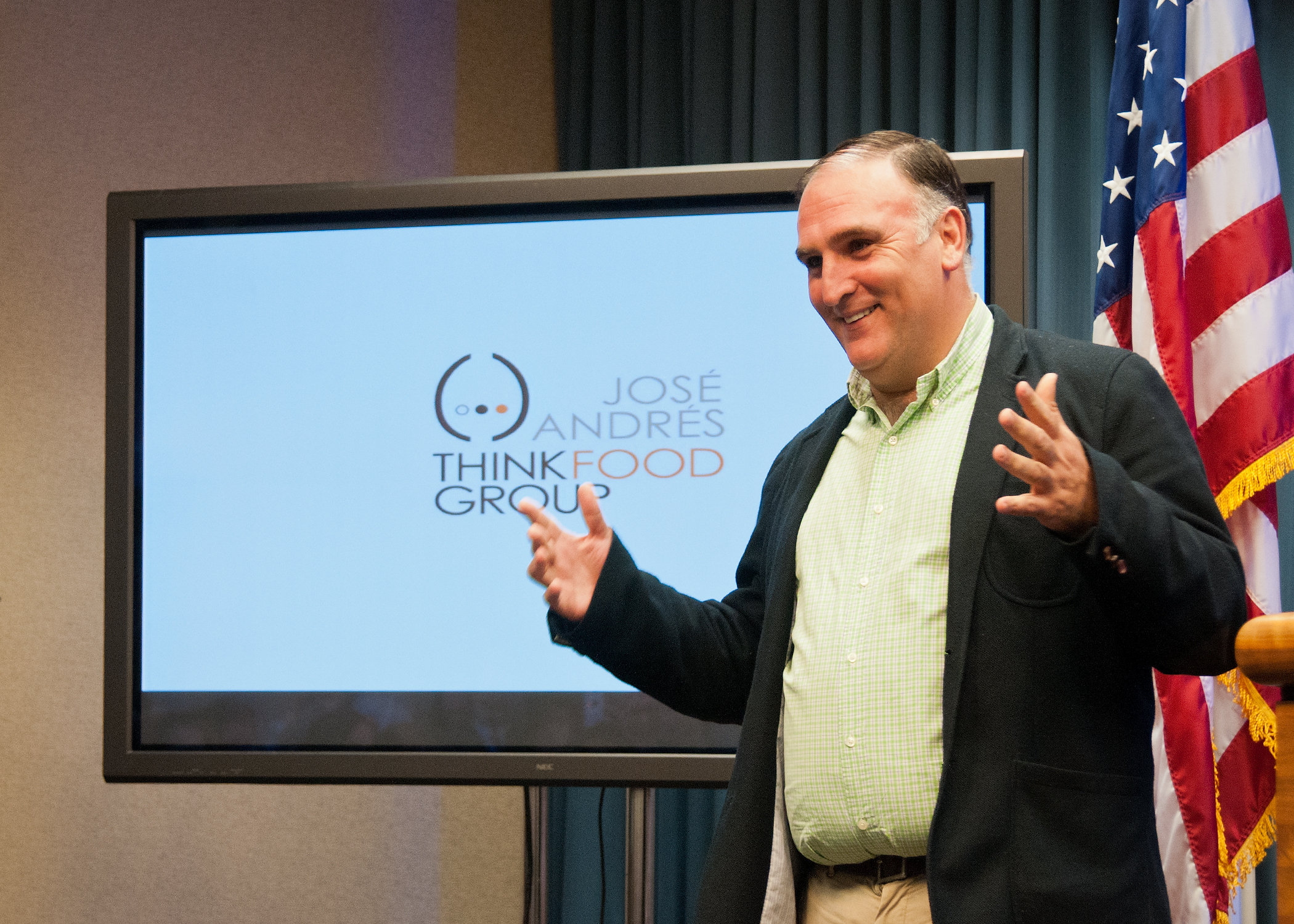
Андрес в штабі зв'язку Білого дому (2012).

Відкриваючи більше ресторанів у США, Андрес став більш відомим у своїй рідній Іспанії, знявшись у власному кулінарному шоу Vamos a Cocinar, яке дебютувало в 2005 році. Він також опублікував свою першу книгу «Тапас: смак Іспанії в Америці» в 2005 році. У 2006 році він у партнерстві з Робертом Вайлдером створив ThinkFoodGroup, що зробив Андреса співвласником його ресторанів. Разом вони відкрили більше ресторанів у Маямі, Лос-Анджелесі, Лас-Вегасі та Пуерто-Рико.

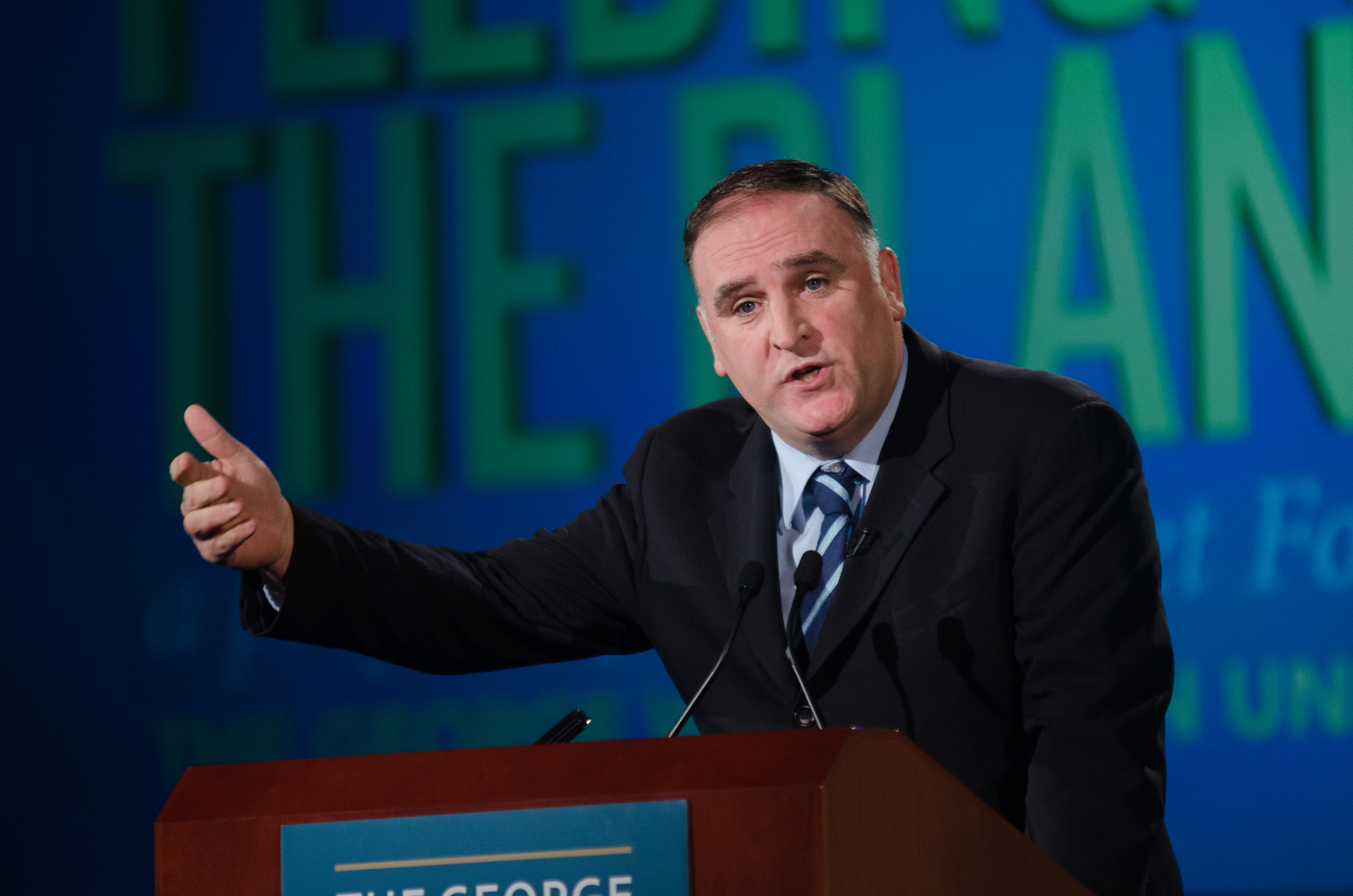
Андрес на конференції в університеті Джорджа Вашингтона (2013).

Починаючи з осені 2010 року, Андрес викладав курс кулінарної фізики в Гарвардському університеті з Ферраном Адрія. У травні 2012 року Андрес був призначений деканом іспанознавства в Міжнародному кулінарному центрі, де він і Колман Ендрюс розробили навчальну програму з традиційної та сучасної іспанської кухні, яка дебютувала в лютому 2013 року. 29 жовтня 2012 року він оголосив, що повертається до аудиторії та викладатиме свій перший курс про те, як їжа формує цивілізацію в Університеті Джорджа Вашингтона. Він робив це до 2023 року, коли заснував Global Food Institute в Університеті Джорджа Вашингтона.

#### Ресторан Trump Hotel і судовий процес
Андрес планував відкрити ресторан у Trump International Hotel (також відомому як Old Post Office) у Вашингтоні у 2016 році. Після того, як Дональд Трамп зробив зневажливі коментарі щодо нелегальних мексиканських іммігрантів у червні 2015 року, Андрес відмовився від контракту з Trump Organization, яка потім подала на нього до суду. Андрес подав зустрічний позов, і сторони досягли мирової угоди у квітні 2017 року.
Готель Trump International у Вашингтоні, закрився 11 травня 2022 року. Він був проданий CGI Merchant Group, а пізніше знову відкритий як Waldorf Astoria Washington, D.C., 1 червня 2022 року. 13 червня 2022 року Андрес оголосив, що повернеться на місце, щоб відкрити ресторан, який він планував у початковій угоді 2015 року. Ресторан Хосе Андреса відкрився 8 лютого 2023 року. Андрес залишається відвертим критиком Трампа.

## World Central Kitchen
World Central Kitchen (WCK) зібрала майже 30 мільйонів доларів у 2019 році, потім 250 мільйонів доларів у 2020 році. У відповідь на землетрус на Гаїті в 2010 році Андрес надав місцеві страви, приготовані спеціально для регіону, необхідні для заспокоєння людей, які постраждали від стихійних лих. З моменту заснування громадська організація організовувала харчування в Домініканській Республіці, Нікарагуа, Замбії, Перу, Кубі, Уганді, Камбоджі та в Польщі на кордоні з Україною, а також в Херсоні, Запоріжжі та Краматорську. Він надавав допомогу та харчування в Сполучених Штатах і Пуерто-Рико, а також допомагав під час пандемії COVID-19 у Сполучених Штатах. Андрес керує операціями WCK за допомогою близько 200 колег, включаючи генерального директора Ерін Гор і директора з реагування на надзвичайні ситуації Сема Блоха.

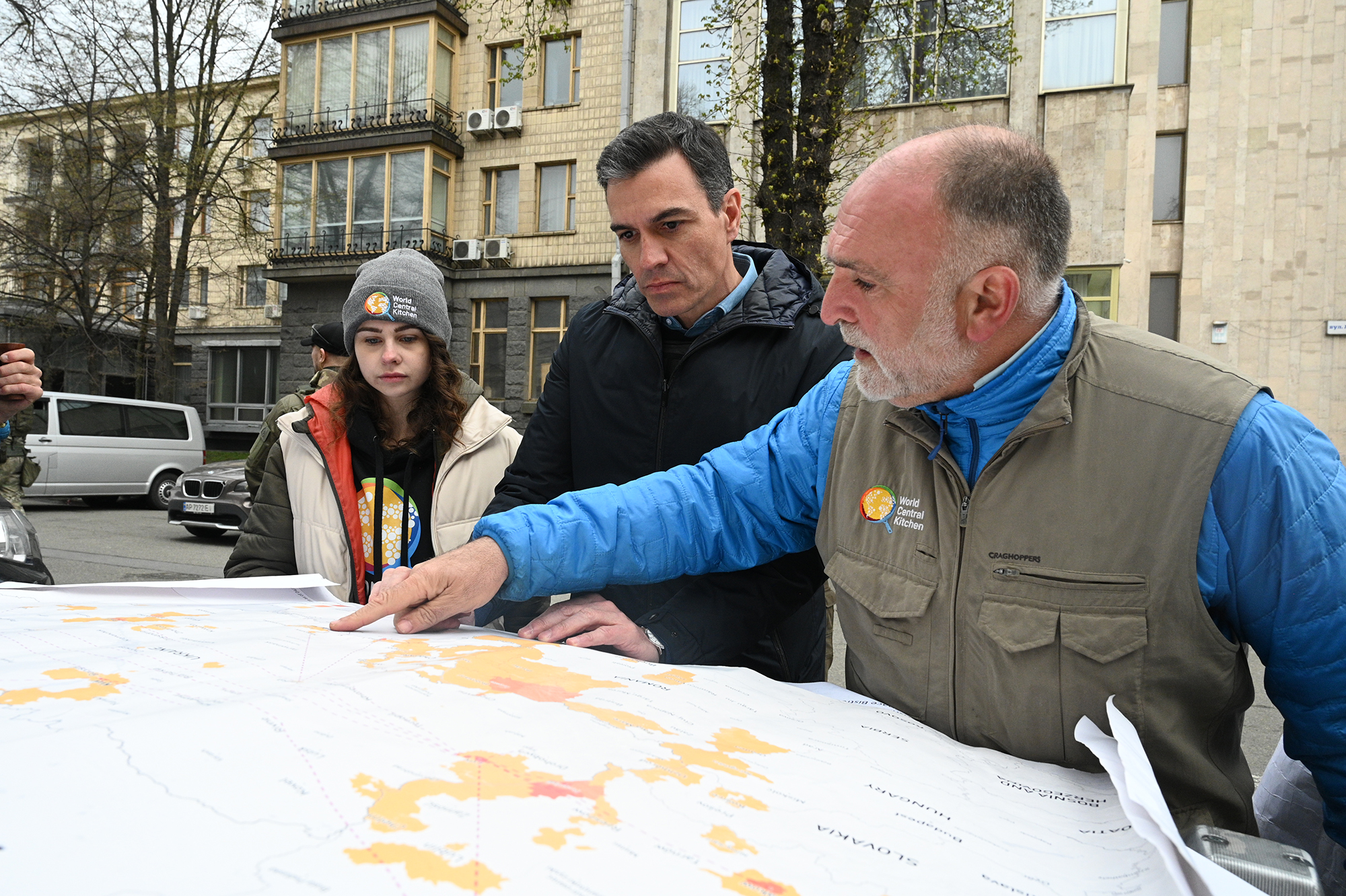
Андрес (праворуч) з прем'єр міністром Іспанії Педро Санчесом (Київ; 21 квітня 2022).

У 2021 році Джефф Безос, власник The Washington Post і Amazon, передав Андресу 100 мільйонів доларів як нагороду за мужність і ввічливість. Під час російського вторгнення в Україну в 2022 році Андрес оголосив, що збирається пожертвувати частину зі 100 мільйонів доларів організації для вирішення гуманітарної кризи в Україні.
У 2022 році WCK отримав 519 мільйонів доларів у вигляді грантів і пожертв.
17 вересня 2023 року Андрес став амбасадором платформи United24.
1 квітня 2024 року семеро співробітників WCK у Газі були вбиті численними ударами ізраїльських безпілотників у місті Дейр-ель-Балах. Андрес відкинув твердження Ізраїлю та США про те, що удар не був навмисним, заявивши, що сімох співробітників «цілили навмисно» та вбивали «систематично, машина за машиною». За його словами, війна в Газі «більше не війна проти тероризму», а «війна проти людяності».

## Особисте життя
Андрес одружений з Патріцією «Тічі» Фернандес де ла Круз і має трьох дочок; вони живуть у Бетесді. Він познайомився зі своєю дружиною, коли вони обоє жили у Вашингтоні; вона родом з Кадіса. Він став натуралізованим громадянином США в грудні 2013 року.
Андрес — завзятий гравець у гольф і любитель сигар.
У нього є колекція з 1500 рідкісних кулінарних книг, включаючи перше видання «Фізіології смаку» Жана Антельма Брілья-Саварена 1825 року, блокнот для орендної плати та квитанцій 1795 року, який належав шеф-кухарю Томаса Джефферсона Оноре Жюльєну, і видання Мері Рендольф «Домашня дружина з Вірджинії» 1851 року. Він висловлював прихильність до свого раннього видання «Ma Cuisine» Огюста Ескоф’є, першого видання «Joy of Cooking» Ірми Ромбауер та «El Practicón» Анхеля Муро.

### Політика
5 листопада 2024 року Андрес заявив, що планує кинути виклик конгресмену Енді Гаррісу на виборах 2026 року. Він назвав Гарріса, республіканця та голову фракції свободи Палати представників, «ганьбою, яка створює стільки брехні та ненависної риторики».

## Нагороди
- Звання «Найкращий шеф-кухар Центральної Атлантики» (Фонд Джеймса Берда; 2003)[45][46]
- Орден мистецтв і літератури Іспанії (2010)[47]
- Премія Вільчека за кулінарне мистецтво (2010)[48]
- Звання «Неймовірний шеф-кухар»  (Фонд Джеймса Берда; 2011)[49]
- Почесний доктор університету Джорджа Вашингтона (травень 2014)[50], університету Тафтса (травень 2018)[51], університету Дорджтауна (2019)[52] і Гарвардського університету (травень 2022)[53]
- Національна медаль за заслуги у сфері гуманітарних наук США (2015)[54]
- Медаль туристичних заслуг в категорії «Інтернаціоналізація» (Іспанія; 2015)[55]
- Премія за досягнення всього життя Міжнародної асоціації кулінарних професіоналів (2017)[56]
- Золота медаль «За заслуги в образотворчому мистецтві» (Іспанія; 2017)[57]
- Премія фонду Джеймса Берда для гуманітарія року (2018)[58][59]
- Премія Джулії Чайлд (Фонд Джулї Чалд з гастрономії та кулінарних мистецтв; 2019)[60][61]
- Персона року за версією журналу «Тайм для дітей» (2019)[62][63]
- Премія Джона Стейнбека (2020)[64]
- Премія принцеси Астурійської в категорії «Конкорд» (2021)[65]
- Друга нагорода за мужність і цивілізованість від Джеффа Безоса на прес-конференції після першого польоту Blue Origin (2021)[66]
- Орден «За заслуги» (Україна) 2-го ступеня (листопад 2022)[25][67]
- Денна премія «Еммі» за неймовірні кулінарі серіали для Андреса та його сім'ї (2023)[68]
- Орден морських заслуг (Іспанія), великий хрест білого дивізіону (2024)[69]
- Президентська медаль Свободи (2025) — як «відомий іспано-американський кулінарний новатор, який популяризував тапас у Сполучених Штатах. Його World Central Kitchen надає масштабну допомогу громадам, які постраждали від стихійних лих і конфліктів у всьому світі».[70]

### Медійні відзнаки

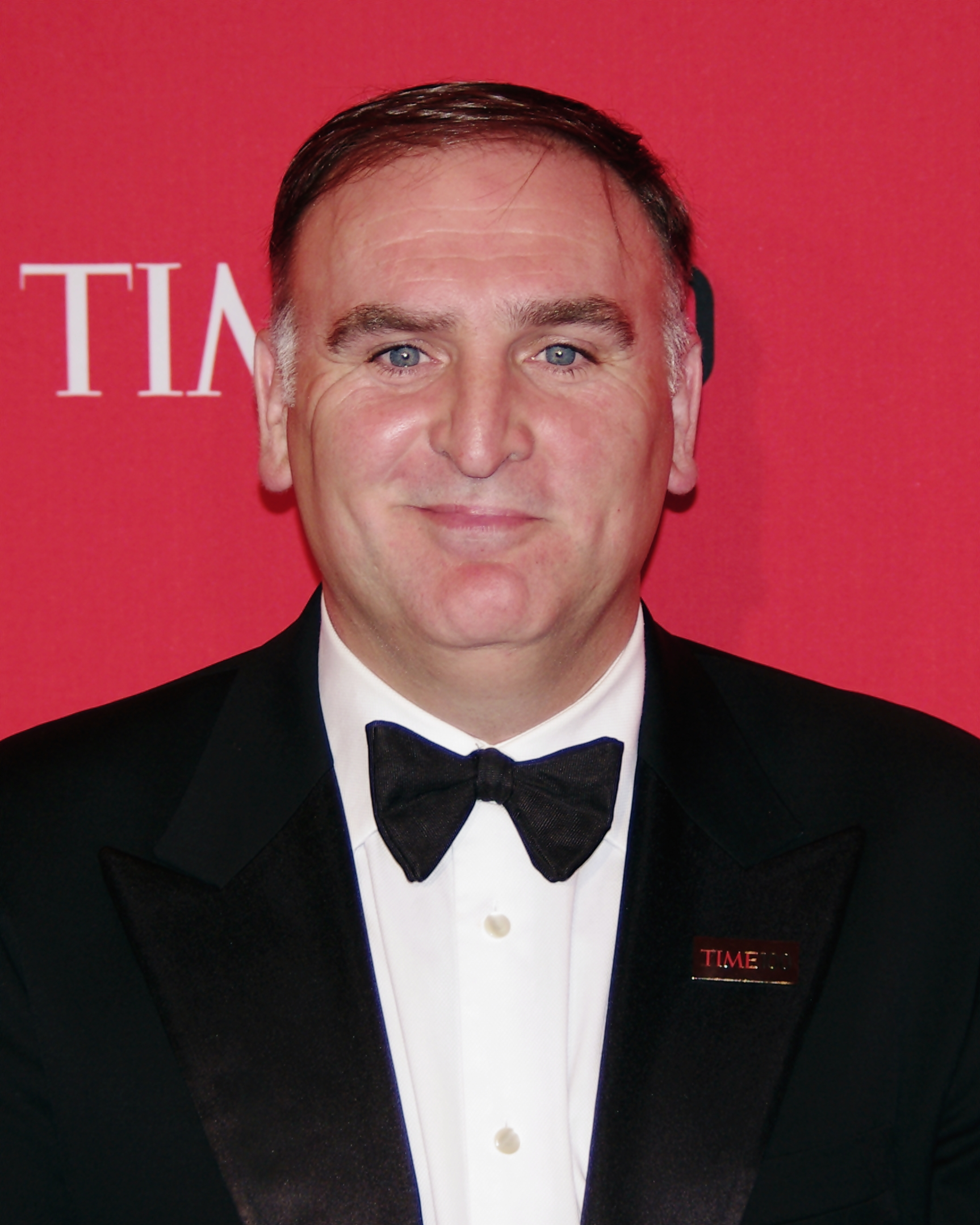
Андрес на гала-концерті Time 100 (2012).

- Внесений в топ-100 журналу Saveur (2004)[46]
- Шеф-кухар року за версією журналу Bon Appetit (2004)[71]
- Шеф-кухар року за версією журналу GQ (2009)
- Двічі внесений в сипсок Time 100 (2012 і 2018)[72][73]
- 2 зірки Мішлен для мінібару Андреса (2016)[73]

### Почесні призначення
- У 2015 році президент Барак Обама призначив Андреса послом з питань громадянства та натуралізації[74].
- У 2022 році президент Джо Байден призначив Андреса співголовою Президентської ради зі спорту, фітнесу та харчування[75].
- У 2024 році Андрес був призначений членом ради The Earthshot Prize[76][77].